# Alireza Faghani
Alireza Faghani (Kashmar, l'Iran, 21 de març de 1978) és un àrbitre de futbol iranià. És àrbitre internacional FIFA des 2008.

## Trajectòria[1]
Faghani és àrbitre de la lliga iraniana des del 2007 i de la lliga indònesia des del 2017. El 2008 va entrar al comitè iranià de l'AFC i la FIFA. Ha arbitrat partits de la Copa del Món 2014, del Campionat del Món de Clubs 2015, de la Copa d'Àsia 2015, dels Jocs Olímpics 2016, de la Copa Confederacions 2017 i de la Copa del Món 2018.